# 신남고등학교
신남고등학교(新南高等學校)는 대한민국 강원특별자치도 인제군 남면 신남리에 있는 공립 고등학교이다.

## 학교 연혁
- 1980년 11월 26일 : 신남고등학교 설립 인가(보통과 6학급)
- 1981년 4월 1일 : 신남고등학교 개교
- 2023년 3월 1일 : 제19대 진연홍 교장 부임
- 2025년 1월 2일 : 제42회 졸업식(졸업생 17명, 졸업생 총수 1,751명)
- 2025년 3월 4일 : 신입생 입학(1명)

## 참고 자료
- 신남고등학교 - 한국교육학술정보원 학교알리미